# Лубмин
Лубмин (њем. Lubmin) општина је у њемачкој савезној држави Мекленбург-Западна Померанија. Једно је од 89 општинских средишта округа Остфорпомерн. Према процјени из 2010. у општини је живјело 2.041 становника. Посједује регионалну шифру (AGS) 13059055.

## Географски и демографски подаци
Лубмин се налази у савезној држави Мекленбург-Западна Померанија у округу Остфорпомерн. Општина се налази на надморској висини од 5 метара. Површина општине износи 13,9 km². У самом мјесту је, према процјени из 2010. године, живјело 2.041 становника. Просјечна густина становништва износи 147 становника/km².